# Ryszard „Skiba” Skibiński 1951–1983
Ryszard „Skiba” Skibiński 1951–1983 – album muzyczny zawierający utwory, w powstaniu których uczestniczył Ryszard Skibiński oraz muzycy Kasy Chorych.
Płyta ta miała być "i wspomnieniem, i dowodem pamięci, i hołdem" przyjaciół dla Skibińskiego. Była także realizacją, niespełnionego za życia muzyka zamiaru nagrania autorskiej płyty solowej. Materiał przygotowano w rok po jego śmierci, w 1984 (Kasa Chorych jako zespół już nie istniała). Wyboru nagrań dokonał Wojciech Trzciński. Płyta została wydana w 1984 roku. Wydawcą LP był Wifon, ukazało się również wydanie na kasetach (MC-0207). W 1985 roku ukazało się wznowienie na płycie winylowej. Po 22 latach wznowiono edycję na CD. Na okładce, oprócz dotychczasowego tytułu (nazwiska Skibińskiego i lat jego urodzin i śmierci) umieszczono nazwę "Kasa Chorych"; powiększono także liczbę utworów o 5 dodatkowych nagrań. Płyta ukazała się w sierpniu 2007 nakładem Metal Mind Productions (MMP CD 0516).
Określono go jako reprezentującego m.in. gatunki blues i blues rock.

## Muzycy
- Ryszard "Skiba" Skibiński – harmonijka ustna, kazoo (1-12)
- Jarosław Tioskow – gitara, gitara slide (1-12)
- Mirosław Kozioł – perkusja, instrumenty perkusyjne (1-7)
- Leszek Domalewski – gitara basowa (1-7)
- Zbigniew Richter – gitara basowa (8-12)
- Andrzej Kotarski – gitara (1-4, 6-12)
- Marek Kisiel – saksofon (5)
- Włodzimierz Dudek – gitara (5)

oraz
- Henryk Krzeszowiec – fortepian (2)
- Urszula Łodyga – flet (6)
- i automat perkusyjny Synthbeat (8-12)

## Lista utworów
Strona A
| 1. | "Lutek – pogromca lwów" (Jarosław Tioskow, Ryszard Skibiński) | 5:03  |
|    |                                                               |       |
| 2. | "Boogie dziadka "Skiby" (R. Skibiński)                        | 2:58  |
|    |                                                               |       |
| 3. | "Jak nas gonili tacy jedni" (R. Skibiński)                    | 6:46  |
|    |                                                               |       |
| 4. | "MPO Blues" (R. Skibiński, J. Tioskow)                        | 3:49  |
|    |                                                               |       |
|    |                                                               | 18:36 |
|    |                                                               |       |
Strona B
| 5. | "Szalona Baśka" (Marek Kisiel)        | 4:14  |
|    |                                       |       |
| 6. | "Blues bez pieniędzy" (L. Domalewski) | 9:17  |
|    |                                       |       |
| 7. | "Jak się czujesz?" (J. Tioskow)       | 5:17  |
|    |                                       |       |
|    |                                       | 18:48 |
|    |                                       |       |
dodatkowo na CD
- 8. "Zgniła porzeczka"  (R. Skibiński)
- 9. "Kasa Chorych blues"  (J.Tioskow)
- 10. "MPO Blues"  (J. Tioskow)
- 11. "Droga do sklepu monopolowego"  (J. Tioskow)
- 12. "Mundial Blues"  (J. Tioskow)

## Informacje uzupełniające
- Producent – Ireneusz Kowalewski
- Kierownik nagrań – Bogdan Starzyński
- Inżynierowie dźwięku – Zbigniew Malecki, Andrzej Prugar
- Projekt graficzny – Stefan Szczypka
- Zdjęcia – Jacek Awakumowski, Andrzej Tyszko